# Ali İmren
Ali İmren (* 25. September 1992 in Sivas) ist ein Schweizerisch-türkischer ehemaliger Fussballspieler.

## Karriere
İmren kam in der zentralanatolischen Stadt Sivas auf die Welt und zog bereits im Kindesalter mit seiner Familie in die Schweiz und startete seine Vereinsfussballkarriere in der Jugend vom FC Zürich. 2010 wurde er in die Reservemannschaft des Vereins aufgenommen und spielte für diese zwei Spielzeiten lang. 2012 verliess er schliesslich den Verein ablosefrei und ging zum Schweizer Zweitligisten FC Locarno. Bei diesem Verein spielte er eine Spielzeit nahezudurchgängig als Stammspieler.
In der Sommer Transferperiode 2013 wechselte İmren zum türkischen Zweitligisten Gaziantep Büyükşehir Belediyespor. Da er neben der Schweizer Staatsangehörigkeit auch die Türkische besitzt wird er hier keinen zusätzlichen Ausländerplatz belegen. Im Oktober 2013 wurde sein noch bis 2016 gültiger Vertrag im gegenseitigen Einvernehmen vorzeitig aufgelöst.